# Tipski stanovanjski blok AZA
Tipski stanovanjski blok AZA je stanovanjski blok, katerega je zasnoval Atelje za arhitekturo (AZA); načrtoval jih je arhitekt Ivo Medved, medtem ko je načrte risal Vinko Kuhar.

## Zasnova
Konec 50. in v začetku 60. let 20. stoletja so tako zgradili več takih blokov (z manjšimi prilagoditvami) v Ljubljani, Velenju in Trbovljah.
Medtem ko je Medved načrtoval vgradnjo dvigal, pa jih je Okrajni ljudski odbor Ljubljana, ki je izdal arhitekturni natečaj za stanovanjske bloke, opustil. Etaža zajema površino približno 10 x 22 m, pri čemer so bloki lahko imeli tri vrste stanovanj (tri-, dvo- in enosobna) ter dva, tri ali štiri vhode. Večina blokov je bilo zgrajenih s tremi nadstropji (z visokim pritličjem) in garsonjerami na terasi. Razlikovala pa se je tudi postavitev blokov: tako so jih zgradili samostojno, vzporedno ali v obliki črke L (par) oz. v obliki črke U (trije bloki). 
Danes se v Ljubljani nahajajo bloki na:
- Brejčeva ulica 2 in 4,
- Cesta 30. avgusta 1, 3 in 5,
- Hudovernikova ulica 1, 3 in 5,
- Jakšičeva ulica 4 in 6,
- Kajuhova ulica 34, 26, 38 in 40,
- Kristanova ulica 2, 4, 6 in 8,
- Klunova ulica 10, 12, 14 in 16,
- Moškričeva ulica 24, 26, 28, 36, 38 in 40,
- Povšetova ulica 57, 59, 61 in 63,
- Partizanska ulica 37, 39 in 41,
- Pokopališka ulica 11 in 13,
- Prušnikova ulica 51,
- Scopolijeva ulica 1, 3, 5, 7, 9, 15, 17 in 19,
- Toplarniška ulica 3, 5, 7, 9, 11, 13 in 15,
- Trstenjakova ulica 5 in 7,
- Ulica 15. aprila 5 in 7,
- Ulica pregnancev 12, 14 in 16 in
- Zakotnikova ulica 5, 7, 9 in 11.